# Groznatovci
Groznatovci (en serbe cyrillique : Грознатовци ; en bulgare : Грознатовци) est un village de Serbie situé dans la municipalité de Surdulica, district de Pčinja. Au recensement de 2011, il comptait 21 habitants.

## Démographie

### Évolution historique de la population
| 1948 | 1953 | 1961 | 1971 | 1981 | 1991 | 2002 | 2011 |
| ---- | ---- | ---- | ---- | ---- | ---- | ---- | ---- |
| 273  | 245  | 176  | 125  | 79   | 58   | 40   | 21   |

|  |